# Élections législatives vanuataises de 2012
Des élections législatives se sont tenues au Vanuatu le 30 octobre 2012,,,. Les résultats définitifs ne sont connus que la semaine suivante.
Le premier ministre est choisi par le nouveau Parlement le 19 novembre. Il y a deux candidats. Le premier ministre sortant, Sato Kilman, est maintenu à son poste, ayant pu constituer une majorité parlementaire. Il reçoit l'appui de 29 députés (lui-même compris). Son rival Edward Natapei est soutenu par 23 députés (lui-même compris). Par ailleurs, George Wells (Parti progressiste populaire) est élu Président du Parlement, également par 29 voix contre 23 (pour Tony Wright de l'Union des partis modérés).

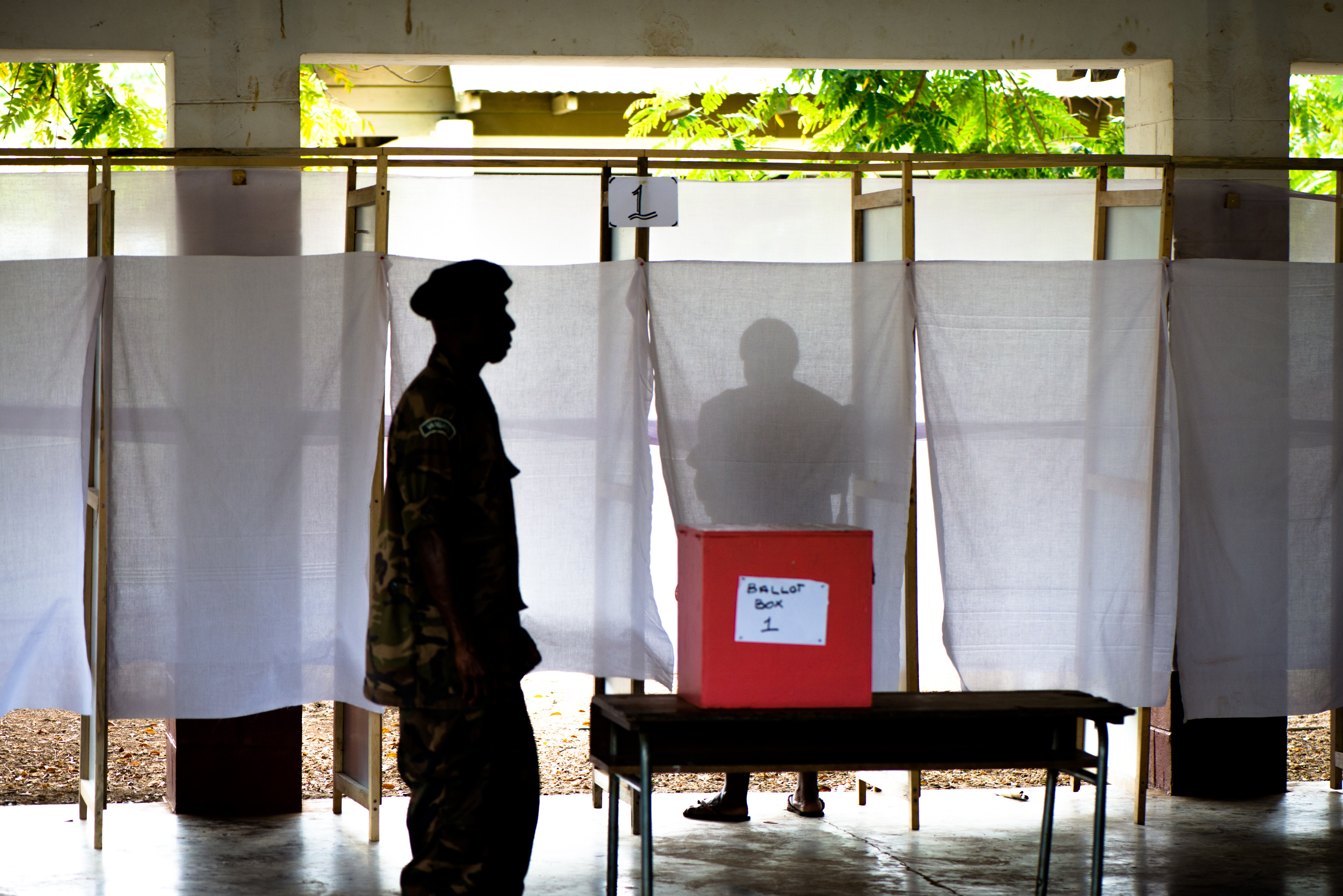
Un électeur dans l'isoloir.

## Système électoral
Il s'agit de renouveler l'ensemble des cinquante-deux sièges du Parlement (monocaméral). Les députés sont élus au suffrage universel direct par les citoyens, dans des circonscriptions électorales élisant chacune entre un et sept représentants au vote unique non transférable. Le mandat de chaque législature est de quatre ans,
Après l'élection, les nouveaux députés choisiront alors un premier ministre, ou bien renouvelleront leur confiance dans le premier ministre sortant, Sato Kilman.

## Partis et candidats

### Partis et dirigeants
Depuis  les élections de 1987, aucun parti n'a pu remporter une majorité absolue de sièges au Parlement, en raison de la fragmentation et de la multiplication des partis politiques. La composition du prochain gouvernement dépendra donc de la coalition qui se mettra en place, en fonction des forces en présence.
Le premier ministre sortant, Sato Kilman, du Parti progressiste populaire, dirige actuellement un gouvernement de coalition intégrant des ministres du Parti national unifié, de l'Union des partis modérés (dissidents), du Vanua'aku Pati, du Parti républicain et de la Confédération des Verts Vanuatu (ainsi qu'un député sans étiquette, Don Ken). Tous les partis ayant au moins deux députés sont ainsi représentés au gouvernement. Chaque parti devrait présenter ses propres candidats.
Le Vanua'aku Pati et l'Union des partis modérés étaient initialement les deux grands partis du pays - le premier étant principalement anglophone et se réclamant d'un socialisme mélanésien, tandis que le second, francophone, était davantage conservateur. Ces différences se sont quelque peu estompées, permettant aux partis de se retrouver au sein d'un même gouvernement. Ces deux mouvements ont en outre connu des sécessions ; le Parti national unifié et le Parti républicain, notamment, étaient à l'origine des factions dissidentes du Vanua'aku Pati et de l'UPM, respectivement. Le Parti progressiste mélanésien est également le fruit de dissidents ayant quitté le Vanua'aku Pati.

Le Parti national unifié présente 21 candidats à cette élection, dont une femme (Jennifer Manua, dans la circonscription des îles du sud). Parmi les autres candidats de ce parti, Bruno Leingkone, célèbre producteur et présentateur à Radio Vanuatu, se présente à Ambrym.
En amont de cette élection, le Vanua'aku Pati est à nouveau divisé. L'un de ses députés, Harry Iauko, n'en reconnaît pas la direction, revendiquant celle-ci pour lui-même. Il est soutenu par le député Willie Reuben Abel,. Iauko et ses partisans, n'ayant pas pu s'approprier l'étiquette du parti pour l'élection, se présentent finalement sous l'étiquette « Groupe Iauko ».
L'Union des partis modérés est également divisée. Certains de ses députés ayant rejoint le gouvernement Kilman contre la volonté de la direction du parti, ils furent exclus du parti fin 2011 (décision confirmée par un congrès du parti en février 2012). Il s'agit de Steven Kalsakau (ministre des Terres), Charlot Salwai (ministre de la Justice) et du simple député Raphael Worwor, qui se retrouvèrent ainsi sans étiquette. Ces dissidents songèrent un temps à rejoindre la Confédération des Verts Vanuatu, puis annoncèrent qu'ils constituaient un nouveau mouvement appelé « UPM pour le changement ». Début septembre 2012, la Cour suprême leur interdit d'utiliser l'étiquette « UPM », de quelque manière que ce soit. Ils se présentent finalement sous l'étiquette « Mouvement de réunification pour le changement » (RMC).
Maxime Carlot Korman, à la tête du Parti républicain, fut exclu du Parlement en novembre 2011 en raison de « décisions anticonstitutionnelles » qu'il avait prises lorsqu'il était président du Parlement. Il était à ce moment le vétéran du Parlement - le seul député à avoir été élu et réélu sans discontinuité depuis la première élection législative en 1979, à la veille de l'indépendance. Il avait été le premier francophone à accéder au poste de premier ministre, en 1991. En mars 2012, il fut évincé de la tête du parti.

En août 2012, cinq jours avant la dissolution du Parlement, il fut réadmis à occuper son siège au Parlement. Pour les législatives de 2012, il fonda un nouveau parti moins d'un mois avant le scrutin : le Parti démocrate du Vanuatu,. Il se présente dans la circonscription d'Éfaté, où il affrontera son neveu Alfred Carlot. Ce dernier y avait été élu en 2008 sous les couleurs du Parti républicain, avant de le quitter pour fonder le Parti Natatok démocrate populaire et autochtone, faisant ainsi perdre un siège aux Républicains.

C'est Marcellino Pipite qui mène le Parti républicain à ces élections.
Nagriamel est l'un des rares mouvements politiques datant de l'ère coloniale, étant apparu dans les années 1960. Concentré sur l'île d'Espiritu Santo, il n'a jamais eu plus d'un député, jusqu'à ce qu'il en obtienne un second, Yoan Simon, grâce à une élection partielle en 2009. Simon fut toutefois bientôt exclu du parti pour avoir apporté son soutien au gouvernement, et rejoignit alors le Parti travailliste,,. Nagriamel présente six candidats, dont quatre à Santo. La Fédération Vemarana, autrefois mouvement sécessionniste lié à Nagriamel, est représentée dans cette élection par un unique candidat, Yankee Stevens, fils de Jimmy Stevens, le fondateur des deux mouvements à la fin de la période coloniale.
Namangi-Aute est un mouvement régionaliste de Malekula, datant également de l'ère coloniale, et représenté depuis 2002 par un unique député, Paul Telukluk. Il devait présenter trois candidats à cette élection, mais Telukluk rejoignit finalement le Mouvement de réunification pour le changement, et Namangi Aute ne présenta aucun candidat.
Le Parti travailliste, à l'instar de ses homonymes dans d'autres pays, constitue la branche politique d'organisations syndicales. Il est représenté depuis 2005 par un unique député, Joshua Kalsakau ; en juillet 2009, le député Yoan Simon rejoignit le parti, lui apportant pour la première fois un second député. En avril 2011, c'était au tour du député Samson Samsen (élu sous l'étiquette des Républicains) de rejoindre les rangs des Travaillistes,.
Ralph Regenvanu, ministre de la Justice et des Affaires sociales évincé du gouvernement en janvier 2012 pour s'être opposé à l'entrée du pays dans l'Organisation mondiale du commerce, présentera des candidats du Parti terre et justice, qu'il a fondé en novembre 2010 et dont il est pour le moment l'unique député,.
Willie Jimmy, ancien ministre des Finances et ambassadeur en République populaire de Chine, candidat malheureux aux élections de 2008 sous la bannière du Parti national unifié, a fondé, en juin 2012, le Parti libéral de Vanuatu, et compte présenter douze candidats à travers le pays. Le parti défend une libéralisation accrue de l'économie.
Daniel Molisa, chef coutumier, a lancé en juillet 2012 le Parti de l'Alliance démocratique et de la libération pour le changement du Vanuatu, pour prendre part aux élections.
Le Parti pour le développement progressiste du Vanuatu a été fondé en mai 2011 par Robert Bohn, « investisseur » américain naturalisé vanuatais. L'objectif affiché du parti est de « répondre au besoin de développement de la population dans le secteur rural sans l'aide du gouvernement national ». Bohn est le seul candidat de son parti à l'élection,.

### Annonce des candidats
Le 11 octobre, la Commission électorale annonce la liste des 174 candidatures validées. À la surprise générale, la liste omet le premier ministre Sato Kilman, l'ancien premier ministre Barak Sopé, l'ancien président du Parlement Dunstan Hilton, ou encore l'ancien ambassadeur vanuatais en République populaire de Chine Willie Jimmy. La Commission précise que ces personnes (entre autres) doivent régler diverses dettes envers l'État dans les soixante-douze heures pour que leurs candidatures soient validées,. Cette même journée, Sato Kilman paie la somme de 13 000 000 vt (≈110 000 €), correspondant à ses loyers impayés pour logement public depuis 1994.
La liste finale contient 346 candidats, représentant 32 partis politiques ; 65 de ces candidats sont sans étiquette. L'Union des partis modérés présente le plus de candidats (30), suivie par le Vanua'aku Pati (28). Parmi les 346 candidats, 17 sont des femmes - dont la seule députée sortante, Eta Rory (représentant maintenant le Parti travailliste). Kilman, Sopé, Hilston et Jimmy sont tous inclus sur la liste des candidats.

## Campagne

### Vue d'ensemble

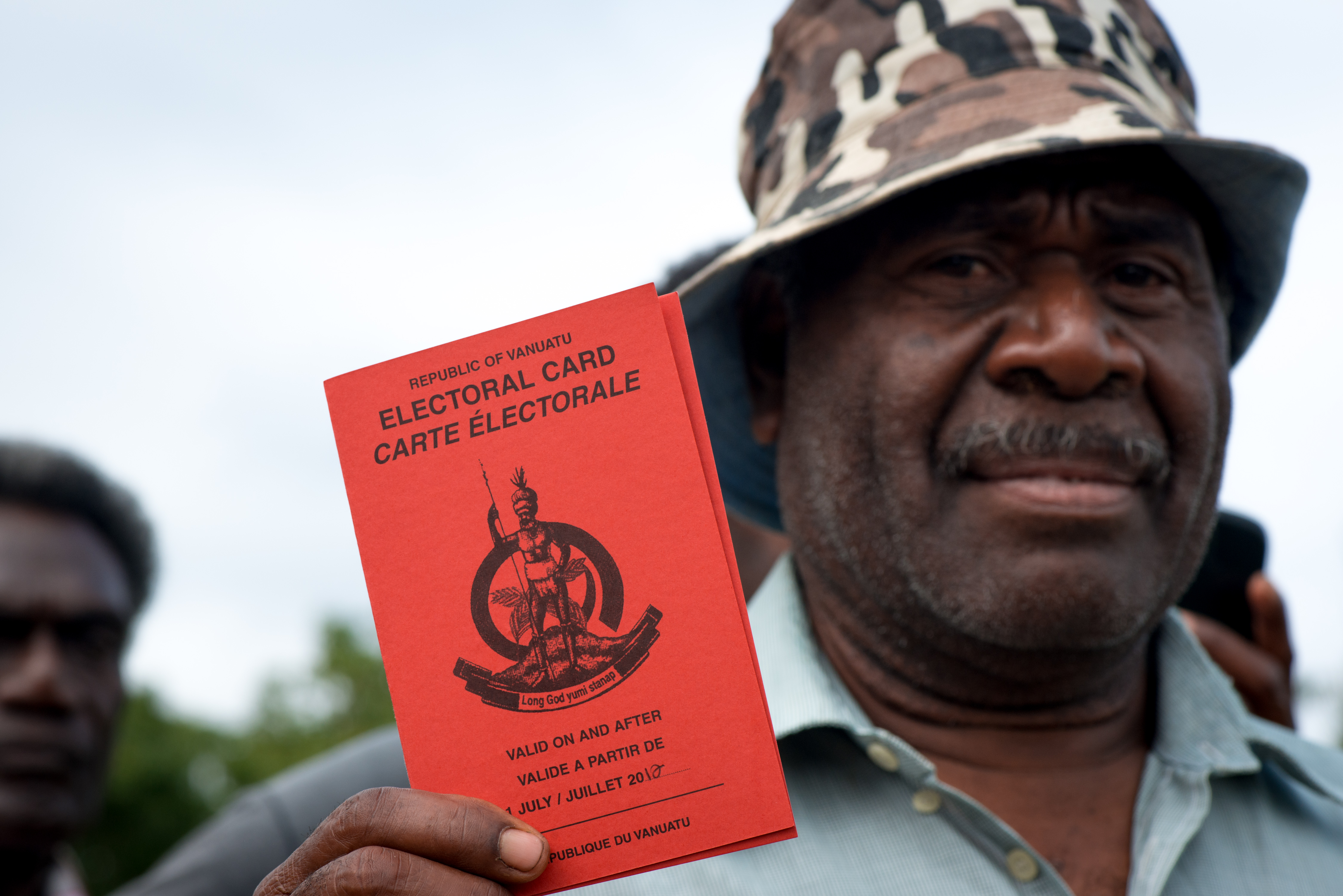
Un électeur montre sa carte électorale.

Pour la première fois, des réunions sont organisées dans diverses circonscriptions pour permettre aux électeurs d'interpeller leurs députés, et à ceux-ci de débattre en public en amont de l'élection. Ces réunions / débats sont retransmis à la radio et à la télévision,.
Le 24 octobre, le théâtre Wan Smolbag et le Pacific Institute of Public Policy (en) organisent un débat entre les dirigeants ou représentants de dix partis. Ce débat, « le premier de ce genre au Vanuatu », permet au modérateur (Kiery Manassah) d'interroger les candidats sur leurs propositions en matière de santé, d'éducation et de politique économique. Il est transmis en direct à la télévision et à la radio, et retransmis une nouvelle fois trois jours plus tard. L'Institut dit toutefois regretter, après le débat, que la majorité des candidats se soient contentés de généralités plutôt que d'expliquer en détail la mise en pratique de leurs propositions. Participent au débat : Jeff Joel Patunvanu (Nagriamel), Wendy Himford (Parti chrétien-démocrate), Reith Bule (Parti populaire des villageois du Vanuatu), Silas Hakwa (Parti de l'action populaire), Williamson Obed Naros (Parti du développement progressiste du Vanuatu), Daniel Molisa (Parti libéral pour le changement et Alliance démocratique du Vanuatu), Ati George Sokomanu (Parti présidentiel du Vanuatu), Barak Sopé (Parti progressiste mélanésien), Ralph Regenvanu (Parti terre et justice), et George Nipiku (Association populaire Nasuman).
En outre, le Pacific Institute of Public Policy publie (en bichelamar, puis également en anglais) un comparatif des propositions des vingt-trois partis avec lesquels l'Institut a pu s'entretenir, en matière de politiques d'économie, de santé, d'éducation, de réforme gouvernementale, de décentralisation et de politique concernant la propriété et l'usage de la terre. L'Institut note également si les partis ont des propositions détaillées sur tel ou tel sujet, ou bien uniquement des affirmations de principes. Ainsi, par exemple, le Parti républicain apparaît comme le seul ayant des propositions concrètes concernant l'enseignement en école maternelle ; seul le Parti national unifié propose des mesures détaillées sur la construction ou l'équipement des hôpitaux ; et seul le Parti terre et justice s'engage de manière précise sur la formation du personnel de santé,.
La campagne officielle démarre le 10 octobre, date de la publication de la liste des candidats par la commission électorale, et s'achève le 24, une semaine avant le scrutin.
Les thèmes de campagne incluent « la question foncière et les transactions qui y sont liées », notamment la question de la vente controversée de terres à des compagnies étrangères, et « l’insécurité (et les évasions à répétitions de prisonniers, souvent suivies de vagues de criminalité de plus en plus grave) ».

### Propositions par parti
Les propositions formulées par les différents partis incluent les promesses ou idées suivantes :
Vanua'aku Pati

Développer l'Aéroport de Santo-Pekoa afin qu'il reçoive des vols directs depuis l'Asie ; établir une politique permettant à la Banque nationale de Vanuatu d'apporter des services de microfinance aux personnes souhaitant se lancer dans l'industrie du tourisme ; examiner les modalités possibles de mise en place d'un système d'assurance de santé ; légiférer pour établir la transparence sur les revenus des partis politiques.
Parti national unifié

Moderniser l'Aéroport international Bauerfield ; proposer que le volcan Yasur soit inscrit au Patrimoine mondial ; établir un Département du Commerce extérieur ; signer les Accords de partenariat économique avec l'Union européenne et ratifier PACER-Plus Pacific Agreement on Closer Economic Relations (en) ; adopter une loi sur le commerce équitable ; adopter une loi de contrôle de la qualité des produits dans le commerce ; établir des compagnies de prêt provinciales ; établir un centre de formation à l'entreprise ; établir un hôpital à Torba ; établir des services de soins dentaires dans toutes les provinces ; permettre au Malvatumauri, au Conseil national des femmes de Vanuatu et à chaque province de voter au Parlement ; préserver les zones côtières face au développement ; mettre en place un audit des locations de terres pour garantir le respect de la loi ; établir un service de conseil en développement pour les propriétaires (coutumiers) des terres ; garantir et protéger la propriété coutumière des terres.
Terre et Justice

Se retirer des négociations sur les accords commerciaux tels que PACER-Plus Pacific Agreement on Closer Economic Relations (en), les Accords de partenariat économique avec l'Union européenne, ou les accords commerciaux du Groupe mélanésien Fer de lance ; imposer à tout investissement étranger un partenariat de coentreprise avec propriété vanuataise à hauteur de 50 % minimum ; interdire tout nouveau commerce de gros ou commerce de détail étranger et réguler les commerces étrangers existants ; faire de l'accès à l'eau potable une priorité ; légiférer pour établir la transparence sur les revenus des partis politiques ; réserver aux femmes un tiers des sièges au Parlement et aux conseils provinciaux et municipaux ; garantir et protéger la propriété coutumière des terres ; légiférer pour protéger les espaces verts à Port-Vila et Luganville ; établir une unité d'investigation des accords fonciers traités par les Ministres des Terres précédents ; appliquer le rapport de la Commission d'étude sur la décentralisation de 2009.
Confédération verte

Garantir le paiement des salaires du personnel de santé.
Parti progressiste populaire

Réduire le nombre de sièges au Parlement ; accroître les allocations des députés ; allonger la législature à cinq ans ; permettre la vente de terres.

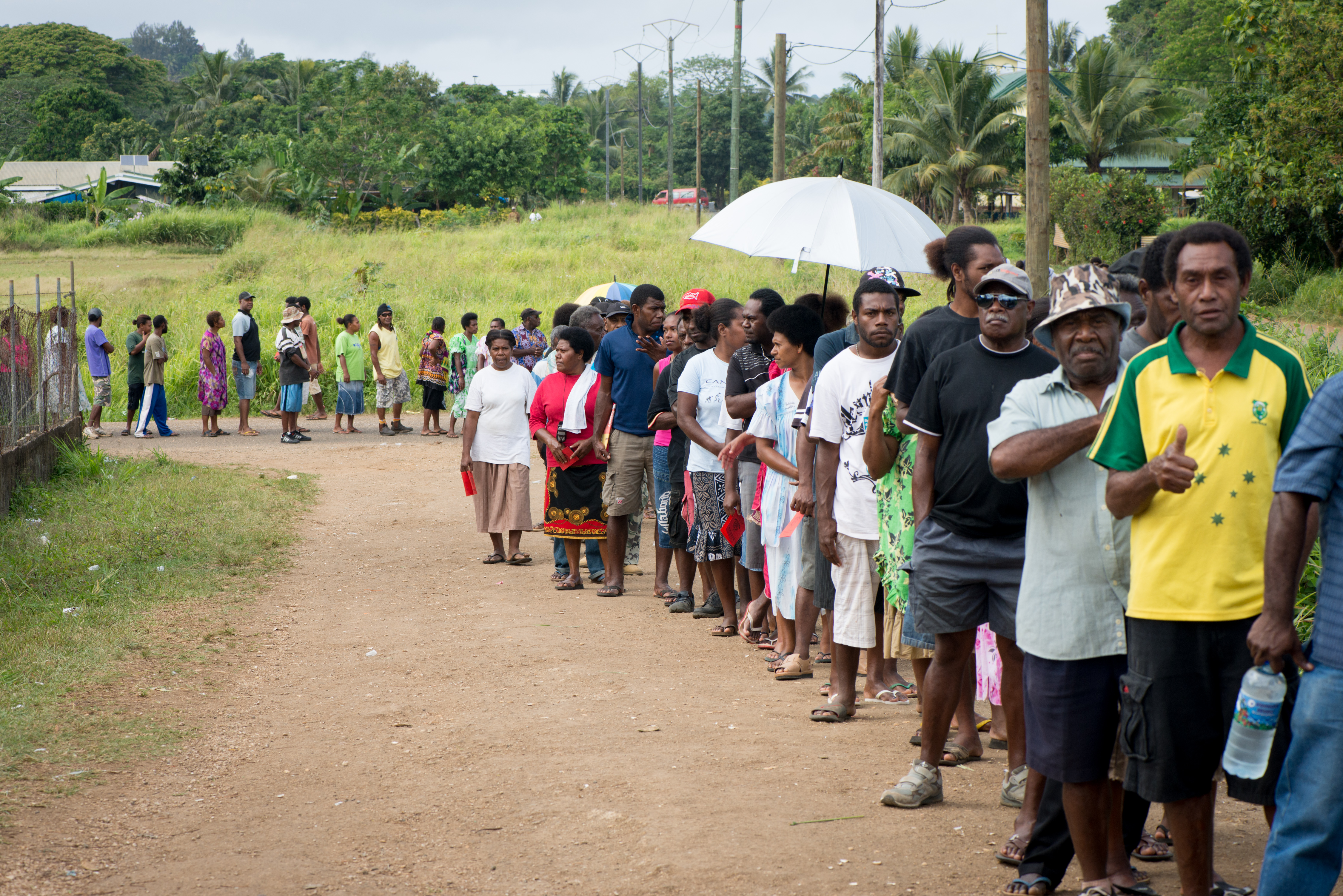
Des électeurs attendent pour voter.

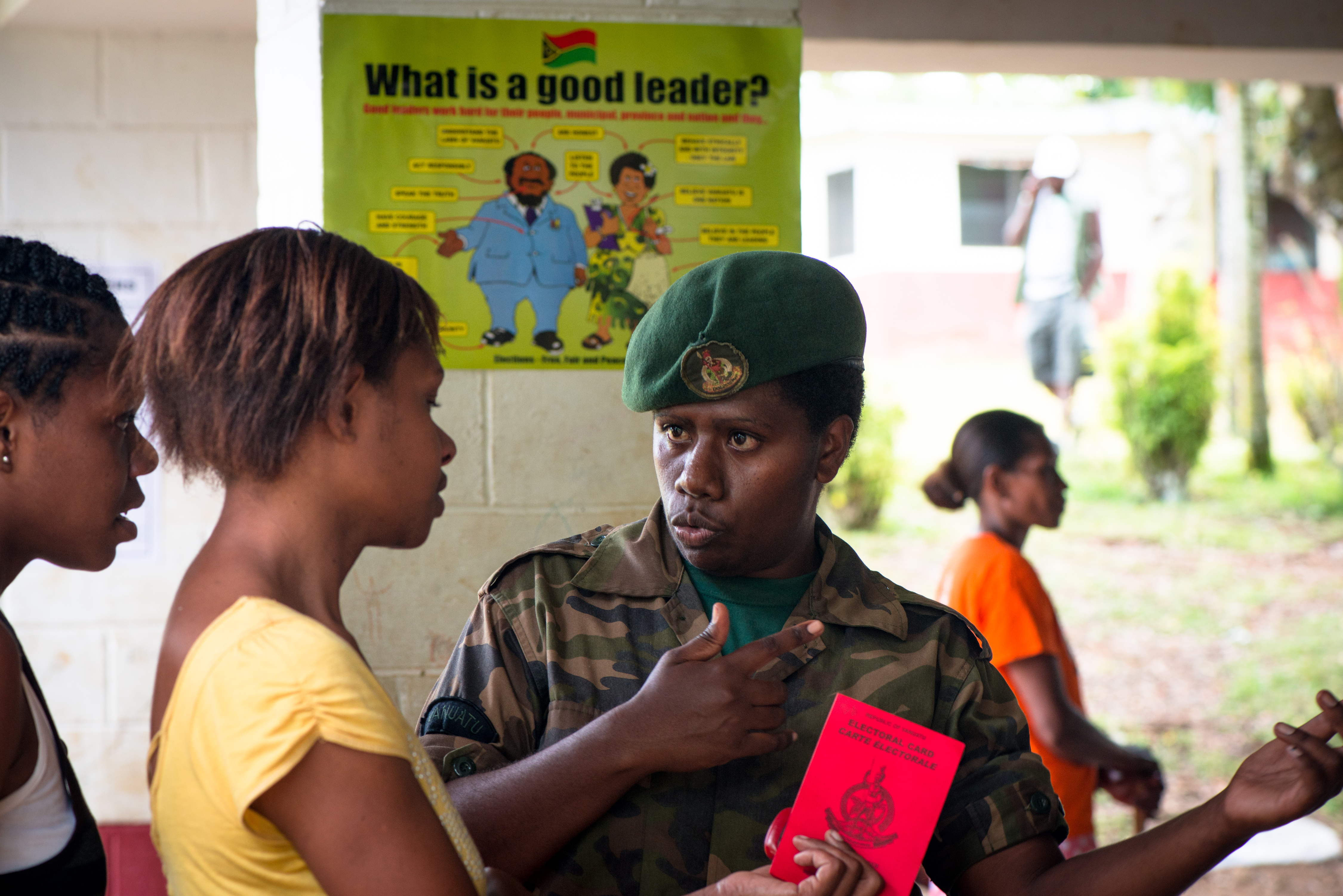
Une électrice s'apprête à voter.

Nagriamel

Établir un port de pêche dans le nord du pays ; établir une seconde chambre au Parlement.
Parti travailliste

Établir un centre spécialisé en santé mentale.
Parti républicain

Accroître les allocations des députés ; allonger la législature à cinq ans.
Parti démocrate libéral

Moderniser l'Aéroport international Bauerfield ; mettre en place un système d'assurance de santé ; établir des contrôles 'frontaliers' entre les zones rurales et urbaines pour restreindre l'urbanisation.
Mouvement de réunification pour le changement

Interdire tout nouveau commerce de gros ou commerce de détail étranger et réguler les commerces étrangers existants ; établir un câble de télécommunications sous-marin pour connecter les provinces ; améliorer et étendre le réseau routier ; établir la gratuité des services de santé ; réduire de 20 % les dépenses dans les services publics.
Parti Natatok

Établir la gratuité des services hospitaliers pour les mineurs et pour les personnes de plus de 55 ans ; accroître les allocations des députés.

## Scrutin
Il y a 192 632 inscrits sur les listes électorales - un chiffre qu'interroge Transparency International, puisque cela correspond environ à 80 % de la population, alors que « c'est l'une des plus jeunes populations du monde ». Avec 121 792 votants, le taux de participation est de 63 %. Il est plus élevé dans les zones rurales que dans les deux villes (Port-Vila et Luganville, où il dépasse à peine 50 %.
Un petit nombre d'observateurs électoraux sont envoyés par l'Australie, la Chine, la Nouvelle-Zélande, la Papouasie-Nouvelle-Guinée et l'Union européenne, pour suivre le déroulement du scrutin dans les principales îles : Éfaté, Santo et Tanna.
À Santo, certains bureaux de vote sont fermés en raison de fortes pluies, et l'élection a lieu le 31.

## Résultats
Les résultats officiels sont constatés le 6 novembre 2012 et publiés le lendemain.
Comme à l'accoutumée depuis les années 1990, aucun parti ne s'approche de la majorité absolue des sièges (27) ; le Vanua'aku Pati, en tête, n'en obtient que 8. Un gouvernement de coalition doit donc être formé. Le Pacific Institute of Public Policy publie, après l'annonce prévisionnelle des résultats, un « jeu de construction d'une coalition », permettant aux utilisateurs de faire glisser les différents partis sur les bancs du gouvernement ou de l'opposition jusqu'à ce que suffisamment de partis soient réunis pour former une majorité. Le 6 novembre 2012, un « Mémorandum de compréhension » est signé par neuf partis, essentiellement issus de la majorité sortante, dans le but de constituer une coalition : le Parti progressiste populaire, le Parti national unifié, la Confédération des Verts, le Nagriamel, le Groupe Iauko, le Natatok, le Parti républicain, le Parti national et le Parti du développement progressiste. Une telle alliance, avec 24 sièges, n'atteint pas encore la majorité absolue nécessaire. Celle-ci est finalement dépassée par le ralliement également du  Mouvement de réunification pour le changement (dissidents de l'UPM) de Charlot Salwai, lui aussi membre de la coalition sortante, et de deux indépendants. Le 19 novembre 2012, Sato Kilman est réélu Premier ministre par 29 voix contre 23 à Edward Natapei, et George Wells (issu du parti de Kilman) devient président du Parlement en obtenant le même nombre de voix.
Aucune des dix-sept femmes candidates n'est élu ; Eta Rory, la seule députée sortante, perd son siège.
Vingt-quatre nouveaux députés font leur entrée au Parlement.
Deux anciens premiers ministres (qui sont aussi les deux seuls députés sortants à avoir changé de circonscription pour cette élection) perdent leur siège. Maxime Carlot Korman, le doyen du Parlement, seul député à avoir été réélu sans discontinuer depuis l'indépendance, second premier ministre du pays et premier dirigeant francophone du Vanuatu, est battu (à Éfaté), tout comme Barak Sopé (à Port-Vila).
Avec 2 250 voix, Ralph Regenvanu émerge en tête des six élus de la capitale, et confirme son statut de favori des électeurs, obtenant plus de voix que tout autre candidat dans le pays et brisant le « record national » qu'il avait lui-même établi quatre ans plus tôt. Il promet que s'il entre au gouvernement, il aura pour priorité une réforme du système politique, pour plus de stabilité.
Robert Bohn, candidat pour la première fois et seul candidat de son nouveau Parti du développement progressiste, est élu. Né américain, il est le premier citoyen naturalisé vanuatais à être élu député. « Figure controversée » autrefois condamné à une amende pour racket aux États-Unis, il est le président du Centre financier de Vanuatu, « un paradis fiscal visé à la fois par les autorités américaines et australiennes ». Une fois élu, il indique que sa priorité sera le développement des services et infrastructures (routes, écoles, hôpitaux...) dans sa circonscription d'Épi,.

### Par parti
| Parti | Parti                                                               | Dirigeant                    | Circonscription du dirigeant | Sièges | Changement par rapport à 2008 |
| ----- | ------------------------------------------------------------------- | ---------------------------- | ---------------------------- | ------ | ----------------------------- |
|       | Vanua'aku Pati                                                      | Edward Natapei               | Port Vila                    | 8      | -3                            |
|       | Parti progressiste populaire                                        | Sato Kilman Premier ministre | Malekula                     | 6      | +2                            |
|       | Union des partis modérés                                            | Serge Vohor                  | Santo                        | 5      | -2                            |
|       | Parti national unifié                                               | Ham Lini                     | Pentecôte                    | 4      | -4                            |
|       | Parti terre et justice                                              | Ralph Regenvanu              | Port Vila                    | 4      | n/a                           |
|       | Candidats sans étiquette                                            | n/a                          | n/a                          | 4      | 0                             |
|       | Confédération des Verts Vanuatu                                     | Moana Carcasses Kalosil      | Port Vila                    | 3      | +1                            |
|       | Nagriamel                                                           | Havo Molisale                | Malo et Aore                 | 3      | +2                            |
|       | Mouvement de réunification pour le changement (dissidents de l'UPM) | Charlot Salwai               | Pentecôte                    | 3      | n/a                           |
|       | Groupe Iauko (dissidents du Vanua'aku Pati)                         | Harry Iauko                  | Tanna                        | 3      | n/a                           |
|       | Parti progressiste mélanésien                                       | Esmon Saimon                 | Malekula                     | 2      | +1                            |
|       | Parti Natatok démocrate populaire et autochtone                     | Alfred Carlot                | Éfaté                        | 2      | n/a                           |
|       | Parti républicain de Vanuatu                                        | Marcellino Pipite            | Santo                        | 1      | -6                            |
|       | Parti national du Vanuatu                                           | Christopher Emelee           | îles Banks et Torres         | 1      | +0                            |
|       | Parti démocrate libéral                                             | Willie Jimmy                 | Port Vila                    | 1      | n/a                           |
|       | Parti des services populaires                                       | Don Ken                      | Malekula                     | 1      | n/a                           |
|       | Parti du développement progressiste du Vanuatu                      | Robert Bohn                  | Épi                          | 1      | n/a                           |
|       | Parti travailliste du Vanuatu                                       | Joshua Kalsakau (battu)      | Éfaté                        | 0      | -1                            |
|       | Parti démocrate                                                     | Maxime Carlot Korman (battu) | Port Vila                    | 0      | n/a                           |
|       | Agriculteurs républicains pour le progrès                           | Jean Ravou Kolomule (battu)  | Santo                        | 0      | -1                            |
|       | Parti de l'action populaire                                         | Peter Vuta (battu)           | Ambae                        | 0      | -1                            |
|       | Autres                                                              | n/a                          | n/a                          | 0      | -                             |

### Par circonscription
Les résultats sont les suivants :
Ambae : 3 députés
| Député sortant | Député sortant | Parti du sortant | Sortant se représente ? | Élu | Élu          | Parti de l'élu |
| -------------- | -------------- | ---------------- | ----------------------- | --- | ------------ | -------------- |
|                | James Wango    | PPP              | oui                     |     | Richard Mera | VP             |
|                | James Bule     | PNU              | oui                     |     | James Bule   | PNU            |
|                | Peter Vuta     | sans étiquette   | oui                     |     | Peter Vuta   | sans étiquette |

Ambrym : 2 députés
| Député sortant | Député sortant | Parti du sortant | Sortant se représente ? | Élu | Élu                  | Parti de l'élu |
| -------------- | -------------- | ---------------- | ----------------------- | --- | -------------------- | -------------- |
|                | Jossie Masmas  | Républicain      | oui                     |     | Maki Stanley Simelum | VP             |
|                | Raphael Worwor | MRC              | oui                     |     | Bruno Leingkone      | PNU            |

Bruno Leingkone est le candidat du Parti national unifié.
îles Banks et îles Torrès : 2 députés
| Député sortant | Député sortant | Parti du sortant | Sortant se représente ? | Élu | Élu                       | Parti de l'élu |
| -------------- | -------------- | ---------------- | ----------------------- | --- | ------------------------- | -------------- |
|                | Thomas Sawon   | VP               | oui                     |     | Christopher Emelee Claude | Part national  |
|                | Dunstan Hilton | PPP              | oui                     |     | Dunstan Hilton            | PPP            |

Éfaté (hors Port-Vila) : 4 députés
| Député sortant | Député sortant  | Parti du sortant | Sortant se représente ? | Élu            | Élu                      | Parti de l'élu         |
| -------------- | --------------- | ---------------- | ----------------------- | -------------- | ------------------------ | ---------------------- |
|                | Steven Kalsakau | MRC              | oui                     |                | Steven Kalsakau          | MRC                    |
|                | Alfred Carlot   | PNDPA            | oui                     |                | Alfred Carlot            | PNDPA                  |
|                | Joshua Kalsakau | Travailliste     | oui                     |                | Gillion Kalotiti William | Parti terre et justice |
|                | Bakoa Kaltonga  | VP               | oui                     |                | Nato Taiwia              | PPM                    |
|                | Barak Sopé      | PPM              | oui (mais à Port Vila)  | siège supprimé | siège supprimé           | siège supprimé         |

Gillion Williams est le candidat investi par le Parti terre et justice.
Luna Tasong est un candidat sans étiquette soutenu par le Parti national unifié.
Épi : 2 députés
| Député sortant | Député sortant  | Parti du sortant | Sortant se représente ? | Élu | Élu             | Parti de l'élu |
| -------------- | --------------- | ---------------- | ----------------------- | --- | --------------- | -------------- |
|                | Yoan Simon      | Travailliste     | oui                     |     | Robert Bohn     | PDPV           |
|                | Isaac Hamariliu | PPP              | oui                     |     | Isaac Hamariliu | PPP            |

Noua Vakumali est le candidat du Parti national unifié.
Luganville : 2 députés
| Député sortant | Député sortant  | Parti du sortant | Sortant se représente ? | Élu | Élu          | Parti de l'élu |
| -------------- | --------------- | ---------------- | ----------------------- | --- | ------------ | -------------- |
|                | Dominique Morin | Démocrate        | oui                     |     | Kalvao Moli  | Sans étiquette |
|                | George Wells    | PPP              | oui                     |     | George Wells | PPP            |

Santus Wari est le candidat de l'Union des partis modérés. Kalvao Moli, le trésorier de l'UPM, n'étant pas investi par le parti, se présente comme candidat sans étiquette.
Maewo : 1 député
| Député sortant | Député sortant        | Parti du sortant | Sortant se représente ? | Élu | Élu                   | Parti de l'élu |
| -------------- | --------------------- | ---------------- | ----------------------- | --- | --------------------- | -------------- |
|                | Philip Morris Boedoro | VP               | oui                     |     | Philip Morris Boedoro | VP             |

Malekula : 7 députés
| Député sortant | Député sortant | Parti du sortant              | Sortant se représente ? | Élu | Élu             | Parti de l'élu                |
| -------------- | -------------- | ----------------------------- | ----------------------- | --- | --------------- | ----------------------------- |
|                | Sato Kilman    | PPP                           | oui                     |     | Sato Kilman     | PPP                           |
|                | Esmon Saimon   | PPM                           | oui                     |     | Esmon Saimon    | PPM                           |
|                | Donna Browny   | Républicain                   | oui                     |     | Daniel Nalet    | Parti terre et justice        |
|                | Kisito Teilemb | UPM                           | oui                     |     | Jérôme Ludvaune | UPM                           |
|                | Don Ken        | Parti des services populaires | oui                     |     | Don Ken         | Parti des services populaires |
|                | Paul Telukluk  | MRC                           | oui                     |     | Paul Telukluk   | MRC                           |
|                | Eta Rory       | Travailliste                  | oui                     |     | Kaltaliu Simeon | VP                            |

Malo et Aore : 1 député
| Député sortant | Député sortant | Parti du sortant | Sortant se représente ? | Élu | Élu           | Parti de l'élu |
| -------------- | -------------- | ---------------- | ----------------------- | --- | ------------- | -------------- |
|                | Havo Molisale  | Nagriamel        | oui                     |     | Havo Molisale | Nagriamel      |

Paama : 1 député
| Député sortant | Député sortant | Parti du sortant | Sortant se représente ? | Élu | Élu         | Parti de l'élu |
| -------------- | -------------- | ---------------- | ----------------------- | --- | ----------- | -------------- |
|                | David Areiasuv | PPP              | non                     |     | Jonas James | PNDPA          |

Pentecôte : 4 députés
| Député sortant | Député sortant | Parti du sortant | Sortant se représente ? | Élu | Élu            | Parti de l'élu |
| -------------- | -------------- | ---------------- | ----------------------- | --- | -------------- | -------------- |
|                | Ham Lini       | PNU              | oui                     |     | Ham Lini       | PNU            |
|                | Charlot Salwai | MRC              | oui                     |     | Charlot Salwai | MRC            |
|                | David Tosul    | PPP              | oui                     |     | David Tosul    | PPP            |
|                | Bruce Asal     | MRC              | oui                     |     | Tony Nari      | Groupe Iauko   |

Port-Vila : 6 députés
| Député sortant | Député sortant          | Parti du sortant       | Sortant se représente ? | Élu | Élu                     | Parti de l'élu    |
| -------------- | ----------------------- | ---------------------- | ----------------------- | --- | ----------------------- | ----------------- |
|                | Ralph Regenvanu         | Parti terre et justice | oui                     |     | Ralph Regenvanu         | Terre et Justice  |
|                | Edward Natapei          | VP                     | oui                     |     | Edward Natapei          | VP                |
|                | David Abel              | Alliance des Bergers   | non                     |     | Antoine Wright          | UPM               |
|                | Moana Carcasses Kalosil | Vert                   | oui                     |     | Moana Carcasses Kalosil | Vert              |
|                | Maxime Carlot Korman    | Démocrate              | oui (mais à Éfaté)      |     | Willie Jimmy            | Démocrate libéral |
|                | Patrick Crowby          | UPM                    | oui                     |     | Patrick Crowby          | UPM               |

Yan Dapang est le candidat du Parti progressiste populaire.
Noel Lango est le candidat du Parti national unifié.
Santo : 7 députés
| Député sortant | Député sortant      | Parti du sortant | Sortant se représente ? | Élu | Élu                  | Parti de l'élu         |
| -------------- | ------------------- | ---------------- | ----------------------- | --- | -------------------- | ---------------------- |
|                | Samson Samsen       | Nagriamel        | oui                     |     | Samson Samsen        | Nagriamel              |
|                | Marcellino Pipite   | Républicain      | oui                     |     | Marcellino Pipite    | Républicain            |
|                | Serge Vohor         | UPM              | oui                     |     | Serge Vohor          | UPM                    |
|                | Jean Ravou Kolomule | ARVP             | oui                     |     | John Lum             | Nagriamel              |
|                | Solomon Lorin       | UPM              | oui                     |     | Arnold Thomas Prasad | Vert                   |
|                | Sela Molisa         | VP               | oui                     |     | Alfred Maoh          | Parti terre et justice |
|                | Voiasusu Tae        | PFM              | oui                     |     | Hosea Nevu           | Groupe Iauko           |

Shepherds : 1 député
| Député sortant | Député sortant | Parti du sortant | Sortant se représente ? | Élu | Élu               | Parti de l'élu |
| -------------- | -------------- | ---------------- | ----------------------- | --- | ----------------- | -------------- |
|                | Toara Daniel   | Vert             | oui                     |     | Toara Daniel Kalo | Vert           |

John Louan est le candidat du Parti national unifié.
îles du sud : 1 député
| Député sortant | Député sortant | Parti du sortant | Sortant se représente ? | Élu | Élu              | Parti de l'élu |
| -------------- | -------------- | ---------------- | ----------------------- | --- | ---------------- | -------------- |
|                | Philip Charley | Groupe Iauko     | oui                     |     | Tesei John Nawai | VP             |

Jennifer Manua est la candidate du Parti national unifié.
Tanna : 7 députés
| Député sortant | Député sortant | Parti du sortant | Sortant se représente ? | Élu | Élu                | Parti de l'élu |
| -------------- | -------------- | ---------------- | ----------------------- | --- | ------------------ | -------------- |
|                | Moses Kahu     | VP               | oui                     |     | Silas Yatan Rouard | UPM            |
|                | Harry Iauko    | Groupe Iauko,    | oui                     |     | Harry Iauko        | Groupe Iauko   |
|                | Willie Lop     | PPP              | oui                     |     | Richard Ruan Namel | Sans étiquette |
|                | Louis Etap     | sans étiquette   | oui                     |     | Thomas Laken       | Sans étiquette |
|                | Bob Loughman   | VP               | oui                     |     | Bob Loughman       | VP             |
|                | Morkin Stevens | PNU              | oui                     |     | Morkin Stevens     | PNU            |
|                | Joe Natuman    | VP               | oui                     |     | Joe Natuman        | VP             |

Tongoa : 1 député
| Député sortant | Député sortant     | Parti du sortant | Sortant se représente ? | Élu | Élu              | Parti de l'élu |
| -------------- | ------------------ | ---------------- | ----------------------- | --- | ---------------- | -------------- |
|                | Willie Reuben Abel | PPM              | oui                     |     | John Vacher Amos | PPP            |

Eric Pakoa est le candidat du Parti national unifié.

### Formation d'une coalition
Sato Kilman conserve le pouvoir avec l'appui notamment (outre son Parti progressiste populaire) du Parti national unifié (de son allié Ham Lini), du Mouvement de réunification pour le changement (les dissidents de l'UPM), de Nagriamel et du Parti national. Son gouvernement de coalition comprend en tout neuf partis.
Edward Natapei, du Vanua'aku Pati, devient chef de l'Opposition.
Par la suite, le Parlement élu en 2012 change plusieurs fois le gouvernement. Le 23 mars 2013, il contraint Kilman à démissionner, et nomme Moana Carcasses Kalosil à sa succession. Le 15 mai 2014, le Parlement démet Carcasses, et le remplace par Joe Natuman. Le 11 juin 2015, Kilman parvient à constituer une majorité au Parlement pour contraindre Natuman à la démission, et reprend la tête du gouvernement.

### Changements ultérieurs
Un mois après l'élection, le député sans étiquette Patrick Crowby rejoint l'Union des Partis modérés (dont il avait été membre dans les années 1990), permettant à ce parti d'avoir six députés.
Harry Iauko, député de Tanna (pour le Groupe Iauko) et ministre des Infrastructures et des Services publics, décède subitement le 10 décembre 2012. Son fils Pascal Iauko (Groupe Iauko) lui succède à l'issue d'une élection partielle le 27 mai 2013. Il rejoint ensuite le Vanua'aku Pati en octobre, avec Tony Nari et Hosea Nevu, mettant fin au Groupe Iauko.
Patrick Crowby, député de Port Vila (pour l'Union des partis modérés) décède le 27 décembre 2013 d'un cancer des intestins. Jean-Yves Chabot, candidat de la Confédération des Verts, est élu à sa succession lors d'une élection partielle en avril 2014.
Edward Natapei, député de Port Vila (pour le Vanua'aku Pati) et chef de l'opposition, décède le 28 juillet 2015. Son fils Kenneth Natapei (Vanua'aku Pati) lui succède comme député lors d'une élection partielle le 15 octobre.
Le 22 octobre 2015, quinze députés de la majorité parlementaire de Sato Kilman sont condamnés à des peines de prison pour corruption. Le vice-Premier ministre Moana Carcasses Kalosil est reconnu coupable d'avoir soudoyé les quatorze autres quelques mois plus tôt pour qu'ils votent la destitution du gouvernement de Joe Natuman. Carcasses est condamné à quatre ans de prison ferme. Le ministre des Travaux publics Tony Nari, à trois ans et demi de prison. Le ministre des Finances Willie Jimmy, le seul accusé à avoir plaidé coupable, reçoit une peine de vingt moins de prison avec sursis. Les autres (Marcellino Pipite, président du Parlement ; Serge Vohor, ministre des Affaires étrangères ; Paul Telukluk, ministre des Terres ; Thomas Laken, ministre du Changement climatique ; Tony Wright, ministre de la Jeunesse et des Sport ; et les simples députés Pascal Iauko, Jonas James, John Amos, Steven Kalsakau, Silas Yatan, Arnold Prasad et Jean-Yves Chabot) sont tous condamnés à trois ans de prison. Les quatorze députés condamnés à trois ans ou plus de prison perdent immédiatement leur siège de député. Le Premier ministre Kilman n'ayant pas de majorité pour gouverner et ayant refusé de former un gouvernement d'union nationale avec l'opposition, le président de la République, Baldwin Lonsdale, dissout le Parlement le 24 novembre, et annonce des élections législatives anticipées.